# Iberski polotok
Ibêrski pòlotok ali Ibêrija je polotok na skrajnem jugozahodnem koncu Evrope. Na vzhodu in jugu ga obliva Sredozemsko morje, na zahodu in severu Atlantski ocean, na severovzhodu pa ga gorska veriga Pireneji ločuje od Francije in preostanka Evrope, zaradi česar ga imenujemo tudi Pirenéjski pòlotok. Od Afrike ga loči Gibraltarska preliv. Osrednja Mezeta (imenovana tudi Notranja planota ali kratko Mezeta) je planota, ena od osnovnih geografskih enot Iberskega polotoka, ki pokriva velik del njegove notranjosti.
Polotok je dobil svoje ime po Ibercih, hamitskemu ljudstvu severnoafriškega izvora, ki se je tam naselilo v prvem tisočletju pr. n. št. in se pomešalo s prvotnim prebivalstvom. Pozneje, vendar pred letom 450 pr. n. št. so na Iberski polotok prodrli Kelti, kjer so se stopili z domačimi plemeni in ustvarili mešano jezikovno skupino Keltibercev.
V srednjem veku je bilo na polotoku več malih državih, ki pa so se sčasoma združevale, dokler ni po koncu Napoleonovih vojn (vključno s Polotoško vojno) leta 1815 dobil današnje politične oblike. Iberijo danes sestavljata državi Španija in Portugalska (seveda brez njunih otokov ter afriških mest Ceuta in Melilla), poleg njiju pa še mala država Andora in območje Gibraltarja, ki je pod britansko upravo. Na Iberskem polotoku tako govorijo naslednje uradne jezike:
- Andora:
  - katalonščina
- Gibraltar:
  - angleščina
- Portugalska:
  - portugalščina
  - mirandeščina (uradno priznana)
- Španija:
  - asturleonščina
  - baskovščina
  - kastiljščina (imenovana tudi španščina)
  - katalonščina (v regiji Valencija imenovana valencijanščina)
  - galicijščina
  - babelščina (uradno priznana)
  - aramejščina (uradno priznana)